# Parafia św. Jacka i św. Katarzyny w Odrowążu
Parafia św. Jacka i św. Katarzyny w Odrowążu – Jedna z 8 parafii rzymskokatolickich dekanatu czarneckiego diecezji radomskiej. Erygowana w 1300 roku.

## Proboszczowie
- 1938–1949 – ks. Adam Wąs
- 1949–1956 – ks. Władysław Osuch
- 1956–1965 – ks. Kazimierz Pelc
- 1965–1973 – ks. Józef Pawlik
- 1973–1982 – ks. Tadeusz Garbacz
- 1982–1984 – ks. Stanisław Groszek
- 1984–1994 – ks. Andrzej Wróblewski
- 1994–2006 – ks. Jerzy Kałuża
- 2006–2012 – ks. Marek Migocki
- 2012–2013 – ks. kan. Bogusław Mleczkowski
- 2013–2017 – ks. Stanisław Malec
- 2017 – nadal – ks. Józef Zbigniew Bieńkowski

## Terytorium
- Do parafii należą: Błaszków, Hucisko, Murawki, Odrowąż, Pardołów, Świerczów, Świerczów Mały, Włochów, Wólka Plebańska[1].